# Ken Kaska
Ken Kaska (* 18. Oktober 1914 in Itzehoe; † 23. Mai 1978 in Bremen) war ein deutscher Aphoristiker und Hörspielautor.

## Leben
Ken Kaska ist ein Pseudonym. Der wirkliche Name ist Ernst Adolf Fuhlendorf. Er absolvierte „10 Jahre Schule ohne wesentliche Prüfung, 12 Jahre Hitlertum: Kommiss, Gefängnis, Todesurteil, begnadigt zu 15 Jahren Zuchthaus, Entlassung aus Buchenwald“. 1947–1953 lebte er in Schwabing, schrieb Gedichte und Chansons und machte Kabarett. 1953 zog er nach Bremen und arbeitete im Rundfunk, vor allem bei Radio Bremen. Er verfasste Features, Essays, Unterhaltungsserien und 28 Hörspiele. Sein Roman Anarchisten blieb unveröffentlicht.
Gert von Paczensky schrieb über ihn: „Ken Kaska notierte seine Einfälle und Sprüche auf kleinen Zetteln, nicht selten angefeuert durch Gedankenflüge, als deren Startbahn ausgedehnter Bistro-Aufenthalt gewirkt hatte.“

## Buchveröffentlichung
- Wenn man es glaubt ist es noch schöner. Aphorismen, Gedanken & Gedichte von Ken Kaska (mit Lichtbildern von Jürgen Dewet Schmidt). H.M.Hauschild: Bremen 1979, erweiterte Neuauflage 1995.

## Weblink
- Zehn Aphorismen